# حلبة نيلسون بيكيه الدولية

المسار

حلبة نيلسون بيكيه الدولية (بالبرتغالية: Autódromo de Jacarepaguá‏) كانت حلبة سباق لرياضة المحركات الآلية وكانت تقع في ريو دي جانيرو في البرازيل. افتتحت في 1977. استضافت سباقات فورمولا 1 وجائزة ريو دي جانيرو الكبرى للدراجات النارية.